# Эббот, Джон Уайт
Джон Уайт Эббот (англ. John White Abbott; 13 мая 1763, Эксетер — 1851, Эксетер) — английский хирург, художник, акварелист, гравёр, рисовальщик и книжный иллюстратор. 
Эббот родился 13 мая 1763 года в Ковике недалеко от Эксетера, Девон. Он происходил из богатой семьи, владевшей многими поместьями в Эксетере, одно из которых он унаследовал в 1825 году.
Джон Уайт Эббот занялся живописью первоначально как хобби, но стал хорошо известен благодаря своим пейзажам с животными и человеческими фигурами. Особое влияние на него оказали малые голландские мастера, в частности Питер де Лаес. Его работы произвели достаточное впечатление на таких временщиков, как сэр Джошуа Рейнольдс и Бенджамин Уэст, и они предложили ему выставляться в Королевской академии, и он представлял свои работы в академию с 1794 по 1821 год. Как гравёр он, возможно, лучше всего запомнился своим офортом лошади и иллюстрациями к труду по естественной истории, посвящённому жизни насекомых Северной Америки.

## Галерея
- John White Abbott An Italianate Landscape, oil, 1800
- Gowbarrow Park, Ullswater, Cumbria, watercolour, 1791
- Near the Quay, Exeter, watercolour, 1800s
- Macbeth recoiling from the apparition of the crowned child, oil, 1829
- Prospero commanding Ariel, oil, 1829